# بيرند هوس
بيرند هوس (بالألمانية: Bernd Hoss) (و. 1939 – 2016 م) هو لاعب كرة قدم، ومدرب كرة قدم ألماني، ولد في نورتينغن، توفي في فرايبورغ، عن عمر يناهز 77 عاماً.

## روابط خارجية
- بيرند هوس على موقع قاعدة بيانات كرة القدم.إي يو (الإنجليزية)
- بيرند هوس على موقع بيانات كرة القدم. دي إي (الألمانية)